# Font Blanca (Eroles)
La Font Blanca és una font del terme municipal de Tremp, del Pallars Jussà, a l'antic terme de Fígols de Tremp, en territori del poble d'Eroles.
Està situada a 833 m d'altitud, a llevant d'Eroles, a ponent del Coll del Bimet i a migdia de los Corrals. És a la dreta de la capçalera de la llau de la Font Blanca, a la qual aporta les seves aigües.